# Serra do Cipó (distrito)
Serra do Cipó (antigo Cardeal Mota) é um distrito do município brasileiro de Santana do Riacho, no interior do estado de Minas Gerais. Segundo o censo demográfico de 2022, realizado pelo Instituto Brasileiro de Geografia e Estatística (IBGE), sua população era de 2 686 habitantes e havia 962 domicílios particulares permanentes ocupados. Possui área de 347,32 km² conforme a Fundação João Pinheiro (FJP).
De acordo com o IBGE, em 2010 a população era de 1 941 habitantes e havia 1 100 domicílios particulares.

## História e descrição

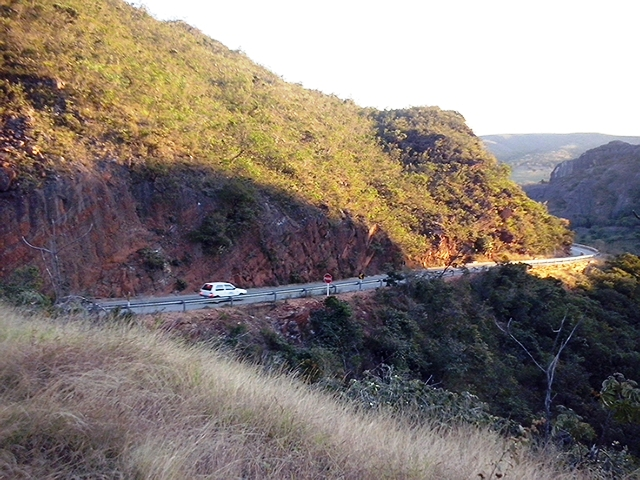
MG-010 na Serra do Cipó

Foi criado pela lei estadual nº 2.764, de 30 de dezembro de 1962, juntamente à emancipação de Santana do Riacho e com o nome de Cardeal Mota. Pela lei nº 336, de 12 de maio de 2003, recebeu a denominação de Serra do Cipó. A MG-010 atravessa a localidade, ligando o distrito à Região Metropolitana de Belo Horizonte e a outros municípios da região de Conceição do Mato Dentro.
O distrito leva o nome do principal atrativo natural de onde está situado, a Serra do Cipó, que conta com uma grande quantidade de trilhas, morros e formações geográficas propícios a escaladas, cânions, cachoeiras e piscinas naturais de águas cristalinas, além de abrigar uma grande variedade de espécies animais e vegetais, tendo a região uma das maiores biodiversidades do mundo.
É onde se situa a principal porta de entrada para o Parque Nacional da Serra do Cipó, criado na década de 1970 com objetivo de proteger a fauna, a flora e os bens naturais existentes. Com a proximidade da reserva, o distrito também concentra vários estabelecimentos comerciais, hotéis, pousadas, áreas de acampamento estruturadas e propriedades rurais.

## Imagens

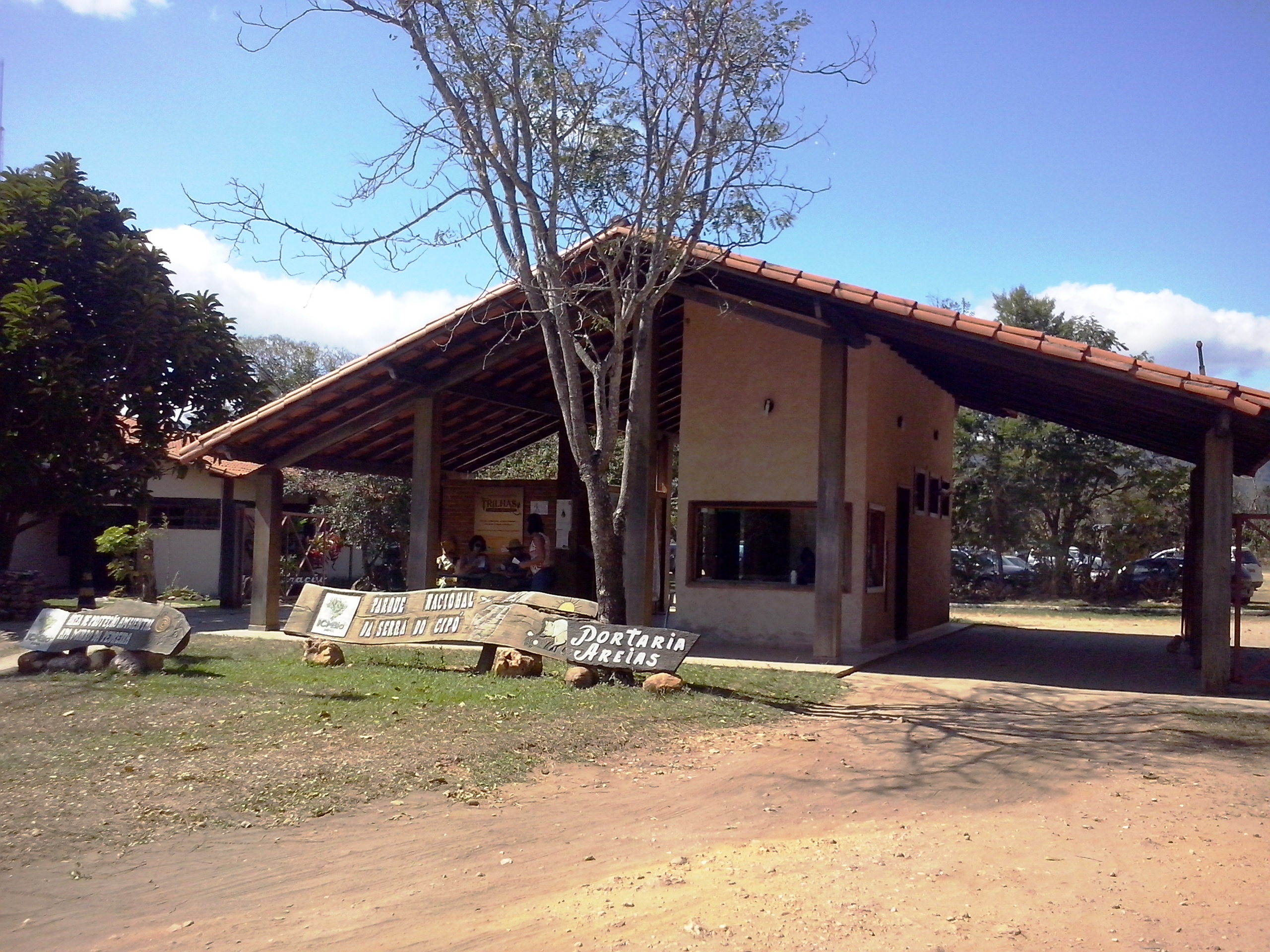
Entrada do Parque Nacional da Serra do Cipó
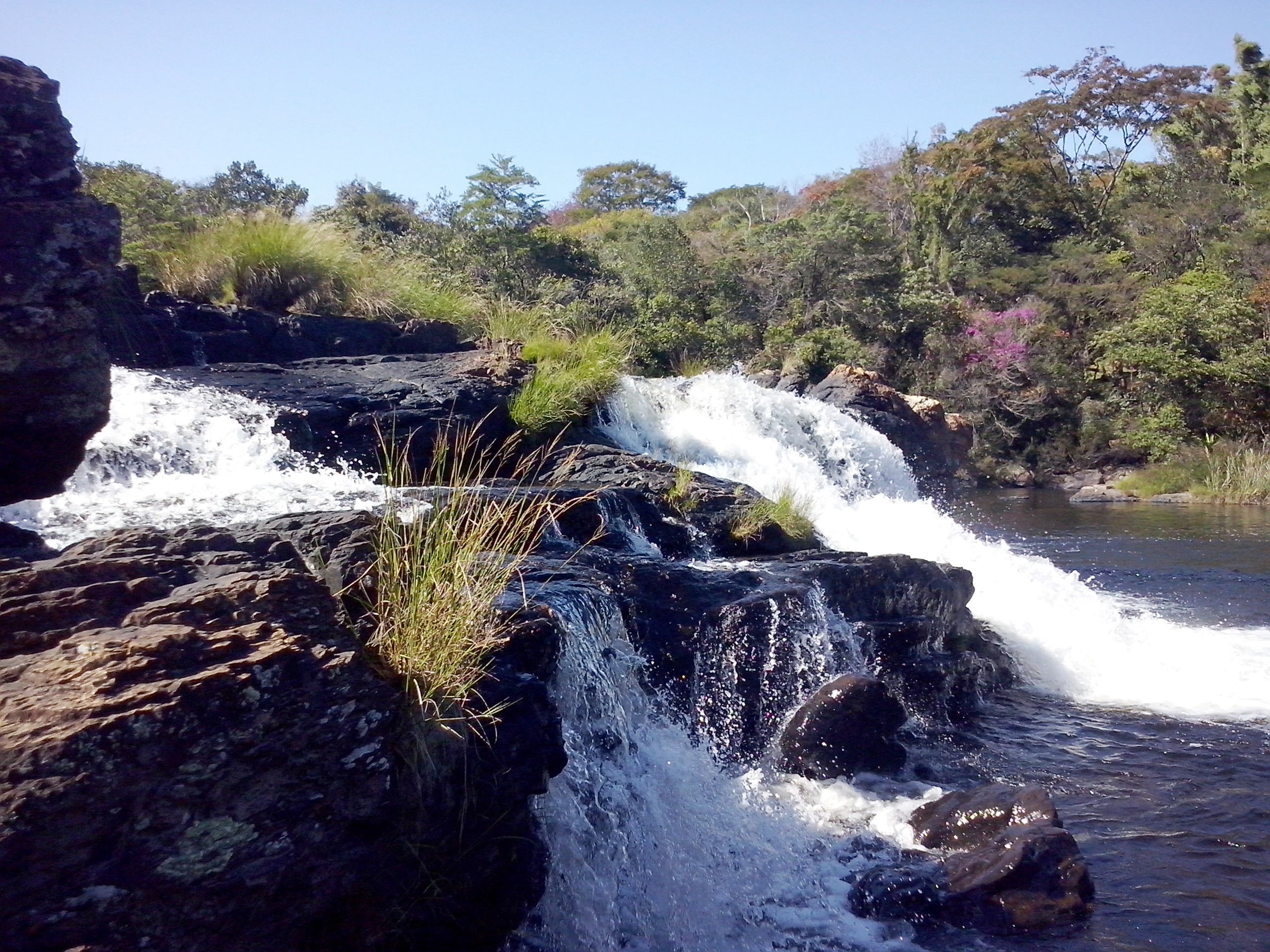
Cachoeira do Tomé, situada no curso do rio Cipó.
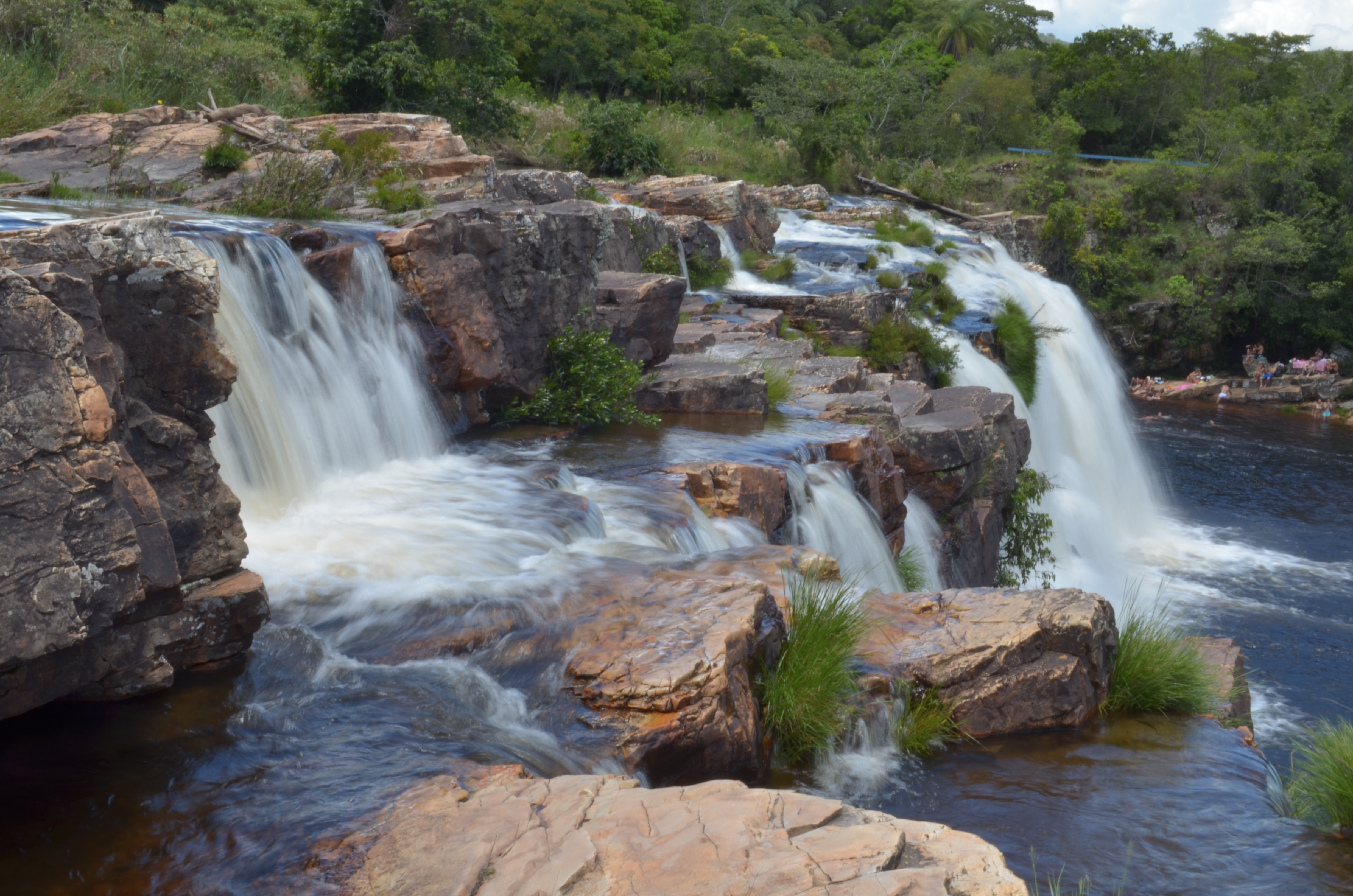
Vista da Cachoeira Grande, no curso do rio Cipó.